# Odontocolon depressum
Odontocolon depressum är en stekelart som beskrevs av Henry Keith Townes, Jr. 1960. Odontocolon depressum ingår i släktet Odontocolon och familjen brokparasitsteklar. Inga underarter finns listade i Catalogue of Life.